# Haverford (Schiff)
Die Haverford war ein 1901 in Dienst gestelltes Passagierschiff der US-amerikanischen Reederei American Line, das für den transatlantischen Passagier- und Postverkehr zwischen Europa und den USA gebaut wurde. Die Haverford diente im Ersten Weltkrieg als britischer Truppentransporter und wurde 1925 in Italien abgewrackt.

## Das Schiff
Das 11.635 Bruttoregistertonnen große Dampfschiff wurde 1899 bis 1901 auf der Werft John Brown & Company in Clydebank bei Glasgow gebaut und lief dort am 4. Mai 1901 vom Stapel. Im August 1901 wurde das Schiff fertiggestellt. Das 161,85 Meter lange und 18,04 Meter breite Schiff hatte vier Masten, einen Schornstein und zwei Propeller. Es wurde von zwei Dreifachexpansions-Dampfmaschinen der Bauwerft angetrieben, die 5.000 PSi leisteten und eine Geschwindigkeit von 14 Knoten ermöglichten. Die Passagierunterkünfte waren für 150 Reisende der Zweiten und 1.700 der Dritten Klasse ausgelegt.
Die Haverford und ihr 1902 in Dienst gestelltes Schwesterschiff Merion (11.621 BRT) wurden für die in Philadelphia sitzende American Line gebaut. Am 4. September 1901 lief die Haverford zu ihrer Jungfernfahrt von Southampton über Cherbourg nach New York aus. Obwohl es sich um eine amerikanische Reederei handelte, fuhr die Haverford unter britischer Flagge. Nach nur dieser einen Fahrt wurde der Dampfer an die Red Star Line verchartert und fuhr am 9. November 1901 unter belgischer Flagge von Antwerpen nach New York. Bis zum 8. März 1902 absolvierte die Haverford vier Überfahrten auf dieser Route. Danach wurde sie wieder der American Line überstellt und dampfte ab April 1902 von Liverpool nach New York.

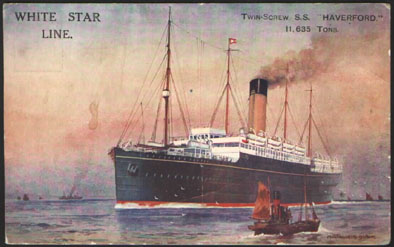
Postkarte, 1920er Jahre.

Am 17. Dezember 1908 wurde die Haverford an die Dominion Line verchartert, für die sie bis zum 21. Januar 1909 zwei Überfahrten von Liverpool nach Halifax und Portland machte. Anschließend blieb die Haverford bis Januar 1915 auf der Route Liverpool–Philadelphia der American Line. 
Im April 1912 wollte Annie Funk an Bord der Haverford zurück in die USA reisen. Aufgrund des von Ende Februar bis Anfang April andauernden Kohlestreiks in Großbritannien wurde die Abfahrt der Haverford jedoch storniert, Funk wurde von der International Mercantile Marine Company auf die Titanic umgebucht und kam bei deren Untergang ums Leben. 
In den Jahren 1915 und 1916 diente das Schiff als Truppentransporter für die Briten. Am 26. Juni 1917 wurde sie vor der Westküste Schottlands von dem deutschen U-Boot U 94 torpediert. Nach unterschiedlichen Quellen kamen sieben bis elf Menschen ums Leben, aber die Haverford konnte in den Hafen zurückkehren und repariert werden. Am 17. April 1918 wurde sie im Nordatlantik erneut von einem U-Boot angegriffen, kam aber ohne Schäden oder Verluste davon.
Im Januar 1919 kehrte die Haverford in den Dienst von Liverpool nach New York zurück. Im Februar 1921 trat sie ihre letzte Fahrt für die American Line an. Danach wurde sie an die White Star Line verkauft, die sie weiterhin unter dem Namen Haverford auf der gleichen Route betrieb. Dies war ungewöhnlich für die White Star Line, die üblicherweise jedem neu erworbenen Schiff einen neuen Namen mit der Endung -ic gab. Am 1. April 1921 legte die Haverford zu ihrer ersten Fahrt für die neuen Eigner ab. Bis zum 6. November 1921 vollendete sie sieben Überfahrten auf der Route, bis sie ab dem 18. Januar 1922 für drei Rundfahrten von der American Line auf der Strecke von Hamburg nach New York eingesetzt wurde.
Ab dem 16. Mai 1922 fuhr die Haverford wieder für die White Star Line auf der Route Liverpool–Boston–Philadelphia. Ihre Überfahrt am 27. August 1924 von Liverpool über Glasgow und Belfast nach Philadelphia war ihre letzte. Aufgrund sich häufender struktureller und elektrischer Defekte, die immer wieder Reparaturen erforderten, wurde die Haverford Ende 1924 zum Abbruch verkauft und im Januar 1925 in La Spezia (Italien) abgewrackt.